# Eystein Olafsson
Eystein Olafsson (gaélico: Oistín mac Amlaíb), caudillo hiberno-nórdico y monarca vikingo del reino de Dublín por un breve periodo de tiempo. Hijo de Amlaíb Conung, fue objeto de engaño y asesinado según cita de los Anales de Ulster [875]:
Oistín hijo de Amlaíb, rey de los escandinavos, fue traicionado y muerto por Albann.
Albann se refiere a Halfdan, que ocuparía el trono a su muerte.
Algunas fuentes opinan que Oistín es la misma persona que Thorstein el Rojo.